# 終極動員令：紅色警戒3 – 起義時刻
《終極動員令：紅色警戒3 – 起義時刻》是美国艺电官方在2009年1月宣布于2009年3月推出的《命令与征服：红色警戒3》首部资料片。

## 故事
盟軍在列寧格勒的決定性勝利，為歐亞大戰劃上了休止符。戰爭已經結束…但麻煩才剛剛開始。
現在，勝敗雙方都在秘密圖謀如何於新世界秩序中取得優勢：盟軍在前宿敵的協助下，試圖擺平佔領區內的狡猾敵人。盟軍在俄國內地的非法行動，有可能重蹈俄軍侵略行徑的覆轍。
被擊敗的帝國軍隊，在西方征服者的無意「協助」下，躲開了濱海的新威脅。此外，在一座隱密的實驗室裡，帝國科學家將一名年輕的女學生變成某種人見人怕的玩意兒。
就在這些新衝突席捲全球之際，有件事情變得十分明朗：戰爭尚未結束，只是型態改變。

## 陣營

### 盟軍
西方國家組成聯盟，團結捍衛自由世界人民。盟軍迅速了解勝利不代表和平，而他們的一些成員國對情勢毫無幫助。

### 俄軍
這個極權政體，被盟軍擊敗後，正力圖振作。儘管目前處境艱難，他們已準備好透過由徵召兵及未經訓練的莽夫組成的大軍，運用他們先進的武器，剷除國內日益坐大的險惡。

### 昇陽帝國
堅守傳統並採用未來科技的古老國度。隨著他們征服世界的野望破滅，成為一個充滿無私武士、仍舊傲氣十足的被佔領國，並等著自我救贖的機會來臨。

## 特色
- 四个全新的小型战役

除了每个阵营各自的战役外，还有一个关于升阳的突击队员百合子Ω的特别战役。
- 更强大的好莱坞阵容

有Malcolm McDowell、Holly Valance、Ric Flair、Jodi Lyn O'Keefe及Jamie Chung的加入。
- 每个阵营有更多的单位

新增单位包括苏联的粉碎者（Grinder）、盟军的先锋武装战艇机（Harbinger Gunship）和升阳的钢铁浪人（Steel Ronin）等。
- 新“指挥官挑战”模式

《命令与征服：将军 绝命时刻》“将军挑战”模式的延续；可以在50种不同规则与特殊状况的难度下，体验对抗不同地区的9名指挥官的乐趣。

## 剧情
戰役有四組，其中盟軍及昇陽帝國的戰役需要完成蘇聯戰役的第一章後才會開啟。而指揮官挑戰模式為戰役以外的部分。

### 俄軍戰役
- 第一章 罗马尼亚「襲擊亡堡」

歐盟主席索恩利在新聞記者會上表示，隨著蘇聯政府的瓦解，盟軍已在與被排除人士分享自由市場的利益，而盟軍的佔領只會讓過渡時期更順利的度過。他還表示，傳言中的反抗事件並未發生，俄國人民展開雙臂歡迎盟軍，在譴責過去的領導人的同時盡享自由和機會。
這一切都是謊言。玩家以地下軍新成員與達夏取得聯絡，從達夏那玩家得知為針對盟軍的抵抗活動已經就緒，但為我們研發新武器的蘇聯首席科學家卻神秘失蹤。而據偵察兵報告，羅馬尼亞有一處受盟軍兵力保護的研究設施。
這個研究設施十分可疑，達夏指派玩家到當地進行調查。與偵察兵會合後，果然讓玩家找到了這三名失蹤的科學家，而且我們得知了在此駐守的兵力並不屬於盟軍，而是屬於未來科技的私人部隊。隨後，玩家帶著這三名科學家安全撤離。
- 第二章 摩尔曼斯克「入侵者的陰謀」

據NEWS3報導，未來科技公司再度登上報紙頭條——數百名激進分子在未來科技公司總部前抗議，未來科技的發言人凱莉·威弗為此針對西格瑪協調器計畫發表了聲明。
另一方面，歐盟主席索恩利最近核准了未來科技耗資百萬兆的一項合同，引發了更多的憂慮。鏡頭轉到蘇聯地下軍，達夏告訴了玩家未來科技綁架蘇聯科學家為他們研發武器的事情。
我們已經發現了另一處研究設施的位置——俄國西北城市摩爾曼斯克。為保護我國人民，玩家前去進行偵察，結果發現未來科技竟然拿平民做人體冷凍實驗。
達夏拍案而起，盛怒之下派出一支基洛夫飛船隊伍意圖把未來科技的研究設施全部炸掉，然而，這些基洛夫飛船全數被凍住並隨即墜入了大海。
無奈之下，玩家帶著偵察部隊退回到一個前線基地並進行了反攻，儘管索恩利派出了軍隊支援，仍然無法阻礙此地未來科技研究設施全數被毀的事實。
- 第三章 尤卡坦「更光明的未來」

NEWS3報導了未來科技在北俄偏遠的研究設施遭到攻擊的消息，記者布蘭達·斯諾前去採訪索恩利試圖問出未來科技在北俄進行著什麼樣的研究，然而索恩利只是保證會尋找出襲擊研究設施的恐怖分子，並沒有正面回答斯諾的問題，而斯諾的笑容似乎表示她意識到了索恩利在隱瞞些什麼。
蘇聯地下軍方面，情報人員追查到了索恩利援兵的來源——一個位於尤卡坦的軍事基地。盟軍對此毫不知情，達夏決定由我們蘇聯地下軍代替盟軍阻止未來科技的行徑。
- 第四章 席格玛岛「時間靜止」

NEW3報導，盟軍已經派兵去保護未來科技頗具爭議的西格瑪協調器，預計幾天後就會上線，儘管不知道這一裝置有何用途。西格瑪協調器嚴重威脅了蘇聯的生存，這一裝置必須被摧毀。
玩家來到了西格瑪島部署這一次行動，然而卻發生了奇怪的事情——我方人員全部靜止不動了一段時間。原來，是時間靜止的效果，這正是西格瑪協調器的用途。
西格瑪協調器被毀後，未來公司召開了記者會，凱莉·威弗保證未來科技的董事長對索恩利個人插手了西格瑪協調器計畫毫不知情，而為了此類事件不再發生，未來科技增加了額外的安全規章。
蘇聯方面，盟軍領袖（極有可能是本作未出現而上作出現的羅伯特·賓漢）來電感謝我們擺平了索恩利這一瘋子。而盟軍的部隊也開始了撤出蘇聯領土以增強自身的防衛實力，即是說，我們取得了盟軍的信任。如今，我們將重新建立光榮的蘇維埃社會主義共和國聯邦并且开始我们伟大的复兴！

### 盟軍戰役
- 第一章 伊贺国「傳統的終結」

休假歸來，伊娃告訴玩家我們盟軍指派到日本的佔領軍遇到了一些麻煩——日本各地區動盪不安，對我們的勝利造成了極大威脅。他們的天皇達郎已經向盟軍的戰後安排妥協，然而，問題在於日本的地方大名們不願意就此將自己的國家拱手相讓。這些軍閥舉兵反抗達郎及我們的佔領軍，而整個計畫似乎是由長間晉三帶頭的。長間晉三只效忠于前任天皇並拒絕向我們效忠，因此玩家要前往伊賀國——長間家族的根據地逮捕長間晉三以平息他們的反抗行動，天皇達郎將給予協助。玩家先派遣軍隊護送MCV前往河心小島，MCV展開後便開始向北方進攻，並成功冷凍晉三的家宅，不過晉三企圖搭乘迅雷載具逃跑。晉三宅前同時也出現了數輛海嘯坦克，晉三乘坐的那輛偽裝成海嘯坦克的迅雷載具便混在其中，他乘坐的迅雷載具是哪一個我們並不清楚，於是，我們惟有將所有逃跑的海嘯坦克外形的車輛進行冷凍。
- 第二章 大阪「不宜謀反的家族」

玩家成功將長間晉三用於逃跑的海嘯坦克凍住，由此一來長間晉三受到了逮捕。晉三的軍隊已向達郎效忠，然而，其他大名並沒有打退堂鼓的打算——大阪的軍閥天西賢治仍然統率著他的軍隊。達郎告訴我們賢治勇於採取現代化的作戰方法，並且，會運用最新科技來保護自己的據點——大阪城外一座防衛嚴密的高科技要塞。玩家先解除了要塞的防衛——三重不會行潰散的納米蜂巢，進而發起了攻勢。在其總部被摧毀後，賢治開啟了高科技抑制裝置並駕駛著一部機甲意圖逃跑。此時此刻我們的機械武器全數癱瘓，盟軍隨即派出了冷凍軍團和特務譚雅前來支援。最終，賢治的機甲被冷凍，並被超時空傳送到最近的拘留地。
- 第三章 宫古「真將軍的態度」

現在，只有一位大名沒有投降了。佐藤高良準備發起全面攻擊以奪取王權，我們必須設法阻止她。玩家潛入宮古並建立起了基地，高良發現了我們並立刻發起了攻击。玩家抵擋住高良的攻击後進行反攻，成功對其進行鎮壓，十分可惜的是，她在混亂中成功逃脫。達郎成為了名副其實的天皇達郎，然而，他卻背叛了我們——他利用從軍閥回收的帝國軍力向我們發起了進攻，意圖用武力將盟軍的軍隊趕出昇陽帝國，而且還控制了我們的超時空傳送儀。玩家抵擋了達郎數量龐大的軍隊並摧毀了他的基地，至此，日本國內的動亂宣告結束，伊娃代表世人向玩家表達了謝意。

### 昇陽帝國戰役
- 第一章 萨哈林岛「戰後的貪婪」

盟軍佔領了我們昇陽帝國的領土，並認為帝國一定停止了一切軍事行動，然而事實並非如此。而蘇聯則打算趁帝國戰敗進犯帝國領土，就在盟軍的眼皮底下，他們攻擊了薩哈林島。賢治頑強抵抗，但堅持不了多久。玩家前去協助賢治滲入敵人後方，俘虜了蘇軍前進基地，並利用蘇軍的基地將蘇聯的入侵力量清出薩哈林島。
- 第二章 隐岐群島「神聖墓碑之前」

儘管薩哈林島的敵人已經擊退，但蘇聯的軍隊仍然對帝國領土造成了威脅。這一次他們準備拿下隱岐群島（Oki Islands）並將其改建成他們的海軍基地。然而，隱岐群島不是普通的島嶼，而是前天皇安息的地方。盟軍原來有支負責安全保障的部隊，但他們卻對此睜一眼閉一眼，所以達郎決定獨自行動。玩家竊取了一部分盟軍的載具，用來抵禦蘇聯海軍的第一波進攻。之後，他們在島上建立了臨時基地，企圖破壞我們在隱岐群島的視野。不過，在玩家重新奪回監視哨後，蘇聯不得不結束了這次軍事行動。
- 第三章 海參崴「水中之血」

現在是我們懲罰侵略者的時候了，達郎決定攻擊蘇俄港口海參崴——蘇聯這一系列入侵行動的集結整備區。一旦成功，帝國對太平洋水域的掌控將恢復到戰前水準。玩家先襲擊負責蘇軍重型裝甲師的歐列格，隨後，達郎派出帝國的最新武器——超級要塞（Giga-Fortress）參戰。戰爭開始後，吉爾利斯意圖介入我們與蘇聯的戰爭但被玩家擊退。吉爾利斯的部隊撤退之後，負責俄軍實驗性武器的莫斯克文也被擊退。帝國離自己的「天命」又近了一步。（之後故事接續盟軍戰役）

### 百合子外傳
- 第一章 神羅研究中心「最後檢驗」

百合子出生在一個名叫「田邊（Tanabe）」的海岸小鎮，自小就被發現擁有超自然能力，她也因為這種能力而時常遭到同學的嘲笑。當政府得知她擁有超自然能力之後，她被帶到了神羅心靈研究中心（Shiro Psychic Research Centre），交給了該研究中心的負責人——島田真司博士（Dr. Shinji Shimada）。有一天，在另一位自稱是其姊妹的超能力者野泉（Izumi）的呼喚下，她嘗試逃離神羅。在接近成功的時候被火箭天使制止，得到芳朗天皇欣賞的她隨後進入了帝國軍服役。
- 第二章 達科塔戰俘營「無痕屠殺」

百合子在戰爭其間被當作軍事武器使用，在盟軍攻入東京後，她在帝國宮殿的瓦礫下被發現，並被帶到了盟軍在關島叢林的達科塔戰俘營（Dakota Detention Camp）冰封。而在野泉的召喚下，百合子從冰封中蘇醒，並將這一戰俘營徹底摧毀。此後，在野泉的遊說下，她決定回到帝國尋找島田真司報仇並營救被島田禁錮的野泉。
- 第三章 神羅研究中心「毀滅與重聚」

百合子又來到讓她十分痛苦的神羅心靈研究中心，她嘗試搭電梯前去找島田算帳，但三次來到電梯面前都被島田先行破壞。第四次找到電梯後，她成功到達野泉被禁錮的地方。她殺死了島田真司，好讓野泉得以重獲自由之身並恢復全部實力。然而，野泉在重獲自由後決意要殺死百合子，百合子在萬分無奈之下殺死了野泉，並把神羅心靈研究中心夷為平地。在此之後，百合子從空中落到地面，望著遠處燈火輝煌的城市，思考著她的下一步……

### 指揮官挑戰模式
未來科技已經獲得了世界三大強權的MCV。如今，作為未來科技公司的職員，這些MCV任你差遣。未來科技已經做好了接收殘骸科技的各種準備，很快的，我們將擁有他們全部軍備的樣本，讓我們隨心所欲地使用，或者，隨你高興處置。你的上司，凱莉·威弗將會保持高度興趣，監視著你的進度。

## 新追加的主要角色
※本篇中的原有角色请到《命令与征服：红色警戒3》查看

### 苏联
- 维拉·贝洛瓦 Vera Belova （Moran Atias 饰）

### 盟军
- 鲁伯特·索恩利 Rupert Thornley （Malcolm McDowell 饰）[5][6]
- 布兰达·斯诺 Brenda Snow （Holly Valance 饰）[5][6][7]
- 凯莉·威弗 Kelly Weaver （Jodi Lyn O'Keefe 饰）[5][6]
- 格拉斯·希尔 Douglas Hill （Ric Flair 饰）[5][6]
- 莉迪亚·温特斯 Lydia Winters （Louise Griffiths 饰）

### 升阳帝国
- 佐藤高良 Takara Sato （鄭智麟 饰）[5][6]
- 野泉 Izumi （Julia Ling 饰）[8]
- 岛田真司 Shinji Shimada （Vic Chao 饰）

## 引索及注解
1. ↑  「平民」這一詞出自達夏之口，然而這兩個「平民」的形象是徵召兵。
2. ↑  指的應該是體感時間，因為敵方單位仍能活動。
3. ↑  此處為EATW的譯名，「Shiro(しろ)」的直譯不是「神羅（Shinra）」，而應該是「白」或是「城」。
4. ↑  此處同為EATW的譯名，「Izumi(いずみ)」的直譯是「泉」或是「和泉」。
5. 1 2 3 4 5  . Command & Conquer. January 27, 2009  [2009-01-29]. （原始内容存档于2009-01-30） （英语）.
6. 1 2 3 4 5  . Computer and Video Games. January 27, 2009  [2009-01-27]. （原始内容存档于2009-02-05） （英语）.
7. ↑  . Euro Gamer. January 12, 2009  [2009-01-27]. （原始内容存档于2019-06-21） （英语）.
8. ↑  . GameSpot Video. 2009年3月5日  [2009年3月7日] （英语）.